# The All Seeing Eye
The All Seeing Eye je šesti album saksofonista Waynea Shorterja. Album je bil posnet 15. oktobra 1965 in je izšel leto kasneje pri založbi Blue Note Records. Pri snemanju so poleg Shorterja sodelovali Freddie Hubbard, Grachan Moncur III, James Spaulding, Herbie Hancock, Ron Carter, Joe Chambers in Shorterjev brat Alan Shorter, ki je gostoval pri eni skladbi.

## Koncept albuma
V originalnih notranjih opombah je Shorter razložil, da je bil album zasnovan kot poskus prikazovanja pomena življenja, obstoja in narave Boga ter vesolja. V obsežnem intervjuju z Natom Hentoffom je Shorter omenil pomen vsake skladbe: »The All Seeing Eye« prikazuje vseprisotno Božje oko; »soli prikazujejo stroje, ki so vključeni v proces ustvarjanja«. »Genesis« se nanaša na stvarjenje vseh stvari; če je prvi del večinoma sestavljen iz fraz prostega tempa, gre kasneje v »4/4 taktovski način, s katerim pokaže, da se vse pričenja umirjati«. Shorter je nato dejal, da je skladbi želel dati občutek odprtosti, »ker, ko se ustvarjalni proces enkrat začne, se nadaljuje«. »Chaos« opisuje »vojne, nesoglasja in težave, katere imajo moški pri medsebojnem razumevanju«, »Face of the Deep«, balada v molu, ki je bolj enotna skladba, odraža Boga, opirajočega na svojo stvaritev. Shorter je skladbo pojmoval kot upajočo. Zadnja skladba, »Mephistopheles«, je kompozicija Shorterjevega starejšega brata Alana in poudarja prisotnost zla; Wayner opisuje: »Na koncu lahko ta glasen, visok vrhunec razumemo kot krik. Če se pridružite hudiču in ste zaslepljeni zaradi njegove nepredvidljivosti, je ta krik mera cene, ki jo plačate /.../ in ste poslani v večnost mučenja, ognja in žvepla.«

## Sprejem
Recenzija s portala AllMusic, ki jo je pripravil Scott Yanow, poudarja: »Od začetka je jasno, da glasba s tega albuma ni običajni bop in blues... dramatični odlomki in njihova nadzorovana svoboda vsebuje veliko subtilnih presenečenj. Gre za spodbujajočo glasbo, ki zveni sveže po več kot treh desetletjih kasneje.«

## Seznam skladb
Avtor vseh skladb je Wayne Shorter, razen kjer je posebej označeno.
| Št. | Naslov                          | Dolžina |
| --- | ------------------------------- | ------- |
| 1.  | „The All Seeing Eye‟            | 10:32   |
| 2.  | „Genesis‟                       | 11:44   |
| 3.  | „Chaos‟                         | 6:56    |
| 4.  | „Face of the Deep‟              | 5:29    |
| 5.  | „Mephistopheles‟ (Alan Shorter) | 9:40    |

## Glasbeniki
- Wayne Shorter – tenor saksofon
- Freddie Hubbard – trobenta, krilovka
- Grachan Moncur III – trombon
- James Spaulding – alt saksofon
- Herbie Hancock – klavir
- Ron Carter – kontrabas
- Joe Chambers – bobni
- Alan Shorter – krilovka (5)